# Поллоне
Поллоне (італ. Pollone, п'єм. Polon) — муніципалітет в Італії, у регіоні П'ємонт, провінція Б'єлла.
Поллоне розташоване на відстані близько 550 км на північний захід від Рима, 60 км на північ від Турина, 6 км на захід від Б'єлли.
Населення — 2132 особи (2014).

## Демографія
Населення за роками:

Станом на 1 січня 2023 року в муніципалітеті офіційно проживало 85 іноземців з 23 країн, серед них 30 громадян країн Євросоюзу та 11 громадян України.

## Сусідні муніципалітети
- Б'єлла
- Фонтаїнеморе
- Лілліанес
- Окк'єппо-Суперіоре
- Сордеволо